# Китайсько-англійський політичний перекладацький корпус (CEPIC)
Китайсько-англійський політичний перекладацький корпус (англ. The Chinese/English Political Interpreting Corpus — CEPIC) — відкритий лінгвістичний паралельний корпус, який складається з транскрибованих та перекладених політичних промов китайською (кантонською та путунхуа), англійською мовами. Станом на 2022 рік корпус має обсяг у понад 6 млн токенів, тексти розмічені за граматичними категоріями слів, а також анотовані відповідно до просодичних та паралінгвістичних особливостей вимови дикторів. За словами розробників, корпус CEPIC створений для професійних письмових та усних перекладачів, особливо тих фахівців, які працюють з політичним дискурсом.

## Загальна інформація

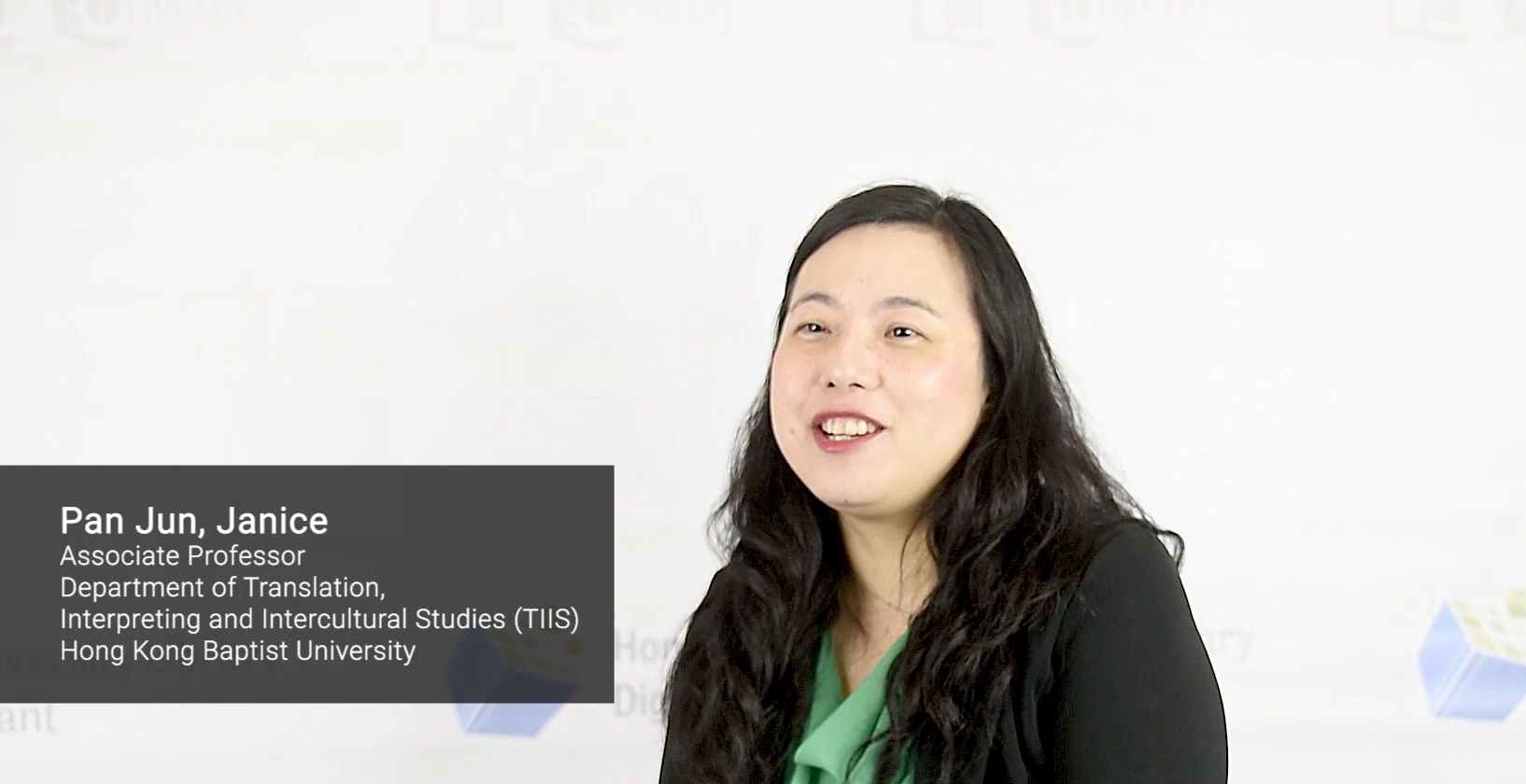
Дженіс Пан Джун, координатор проєкту CEPIC

Корпус створено із текстів, що являють собою транскрибовані промови політичних діячів з Гонконгу, Пекіна, Вашингтона та Лондона, а також відповідні їх переклади. Усі тексти зібрані з матеріалів, що охоплюють 1997-2017 роки (на момент публікації). Охоплено як переклад з китайської на англійську, так і навпаки – з англійської на китайську. Основною тематикою політичних промов є читання державних доповідей, обговорення порядку денного, питання та відповіді на пресконференціях, парламентські дебати, та обговорення на двосторонніх зустрічах, які проводились на річній основі. Деякі промови перекладені письмово, а деякі синхронно і потім внесені в корпус з урахуванням всіх паралінгвістичних особливостей. Зокрема, промови з Гонконгу були перекладені з кантонської на літературну китайську (путунхуа) та англійську, а промови з Пекіна — з китайської на англійську. Інші два підрозділи текстів, тобто політичний дискурс з Вашингтона та Лондона, здебільшого включає промови англійською, проведені у схожих умовах (Які можна вважати монолінгвальним зразком для перекладів англійською).

## Структура корпусу
Китайсько-англійський політичний перекладацький корпус складається з паралельно відображених транскрибованих мовленнєвих сегментів англійською, кантонською та путунхуа. Надана таблиця демонструє кількість слововживань (токенів) за кожною мовою.
| Мовні підрозділи                   | Слововживання                 |
| ---------------------------------- | ----------------------------- |
| Китайська (Кантонська та путунхуа) | 2,578,911 1,072,368 1,506,541 |
| Англійська                         | 3,815,083                     |
| Всього                             | 6,393,994                     |

Корпус включає 16 підкорпусів, що розподілені за мовою та видом політичного дискурсу, який представлений тими чи іншими текстами.
|    | Першоджерела текстів                                 | Слововживання |
| -- | ---------------------------------------------------- | ------------- |
| 1  | Політичні звернення влади Гонконгу                   | 1,290,774     |
| 2  | Пресконференції гонконгських політиків               | 326,194       |
| 3  | Фінансові промови (Гонконг)                          | 1,167,530     |
| 4  | Пресконференції на тему фінансів (Гонконг)           | 419,236       |
| 5  | Доповіді про роботу уряду КНР                        | 782,794       |
| 6  | Пресконференції урядовців КНР                        | 448,111       |
| 7  | Доповіді президента США                              | 275,018       |
| 8  | Пресконференції президента США                       | 266,639       |
| 9  | Фінансові промови (США)                              | 73,115        |
| 10 | Пресконференції урядовців США                        | 328,850       |
| 11 | Виступи в парламенті Великобританії                  | 31,006        |
| 12 | Дебати парламентарів Великобританії                  | 53,941        |
| 13 | Фінансові промови (Великобританія)                   | 469,452       |
| 14 | Фінансові дебати (Великобританія)                    | 376,721       |
| 15 | Двосторонні зустрічі політиків КНР та США            | 70,138        |
| 16 | Двосторонні зустрічі політиків КНР та Великобританії | 14,473        |
|    | Всього                                               | 6,393,994     |

## Анотація
Корпус СЕРІС розмічено за частинами мови (POS tagging) за допомогою автоматизованої системи Stanford CoreNLP 3.9.2. Англійськомовна розмітка також базується на праці «Part-of-Speech Tagging Guidelines for the Penn Treebank Project», а обидва різновиди китайської мови, представлені в корпусі, на «Part-Of-Speech Tagging Guide-lines for the Penn Chinese Treebank». Був задіяний напівавтоматичний принцип розмітки, а щоб підвищити рівень точності машинної анотації, тестові дані перевірялися вручну відповідно до підкатегорій, і такі тексти складають приблизно 30% корпусу. Процес задокументовано Джун Пен. 

### Розподіл текстів у корпусі
- «Raw» — тексти промов та їх переклади, отримані з офіційних вебсайтів.

- «Annotated» — переглянуті або нещодавно додані, транскрибовані промови та їх синхронні переклади, що базуються на аудіо або відео джерелах, отриманих з державних або журналістських архівів.

Зокрема, анотована частина корпусу була транскрибована та розмічена в такий спосіб, щоб точно передати особливості мовлення дикторів. Коли це було можливо, за основу були взяті як доступні офіційні тексти промов, так і автоматично згенерована транскрибація за допомогою технологій розпізнавання мовлення, щоб пришвидшити процес анотації. 

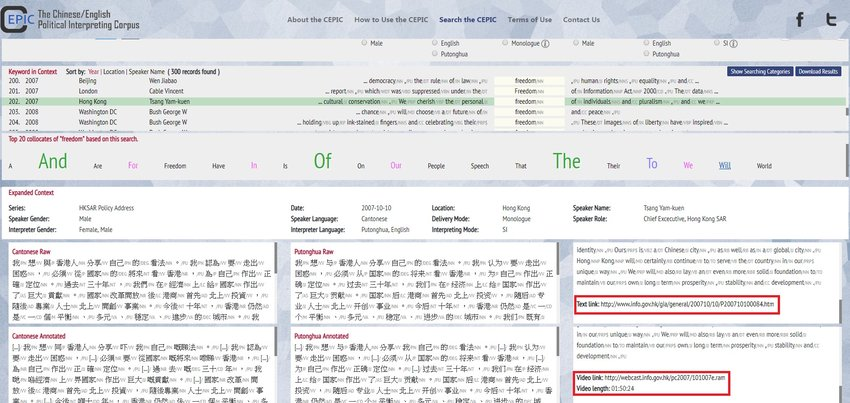
фото 2. Надані посилання на першоджерела у інтерфейсі корпусу

Переведення живого мовлення в текстовий формат є стандартизованим процесом і має на меті якнайбільше точну репрезентацію мовлення спікерів. До того ж усі тексти кантонською були транскрибовані таким чином, щоб охопити якомога більше рис, які губляться в офіційно опублікованих текстах (напр. розмовні частки). Також у корпусі наприкінці кожного фрагмента надано посилання на офіційні тексти та аудіо/відео джерела (фото 2).
Наданий приклад у таблиці 3 демонструє різницю між «голим» текстом та його анотованою версією:
| Raw | Annotated |
| --- | --- |
| So that is the big difference in our approach and the approach that I think might have been debated about. (Press Conference of US Budget Speech, 1997-02-06) | [er] So [that] that is the big difference [er] in our approach and the approach [er] that [er] I think [er] might have been debated about. (Press Conference of USBudget Speech,1997-02-06） |

Як можна помітити, анотація передбачає зазначення різних просодичних та паралінгвістичних рис (напр. слова-паразити, хезитації, самоповтори й т.д.), які можуть бути важливими для вивчення мовлення, а також для усного перекладу.

## Основні функції корпусу
Платформа, на якій розміщено корпус, пропонує зручний для користування інтерфейс з 3 основними функціями.

### Пошук за ключовими словами
Користувачі можуть вводити запит англійською, традиційними або спрощеними китайськими ієрогліфами. Корпус оснащений системою лексичних асоціацій, отже, коли літери/ієрогліфи введені в поле для пошуку, суміжні варіанти будуть відображатися нижче від цього поля.
| Параметр     | Значення                       |
| ------------ | ------------------------------ |
| Слово        | interesting                    |
| Посада мовця | Член парламенту Великобританії |
| Часові рамки | 1997-2017                      |
| Тип          | Анотоване                      |

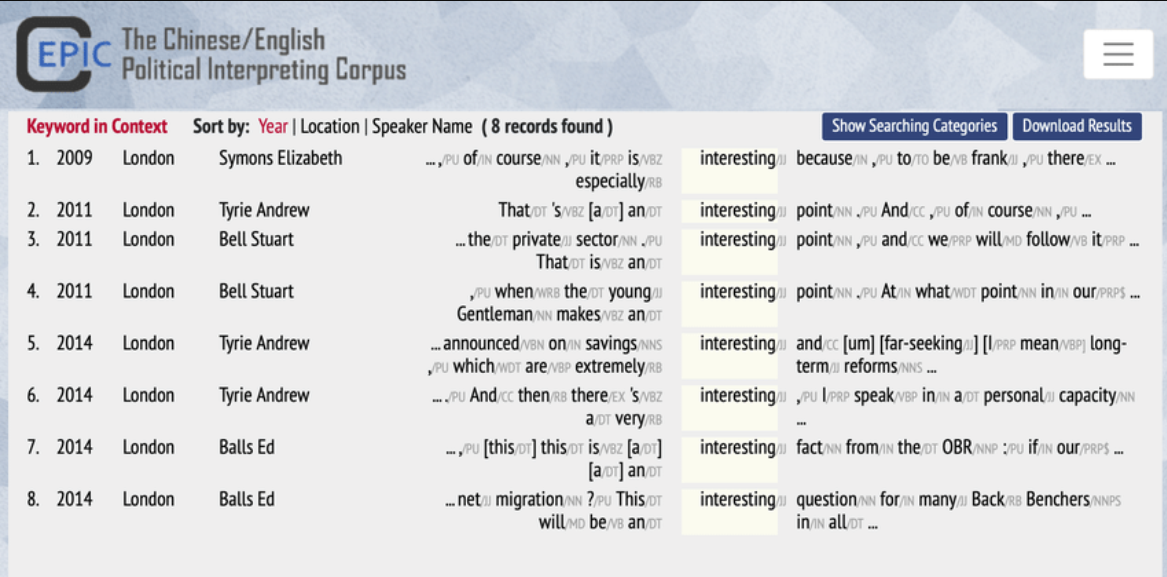
Фото 3. Приклад результату пошуку

Також можна здійснювати пошук за просодичними/паралінгвістичними рисами, якщо перемкнутися на анотовану версію корпусу. Користувачі додатково можуть вказати більш просунуті параметри пошуку: частина мови, місце, ім’я мовця, посада мовця, стать, рідна мова, тип промови, стать перекладача, рідна мова перекладача, вид перекладу, а також часові рамки (доступні матеріали з 1997 по 2017 рік). Результати пошуку можна сортувати за роком, місцем, ім’ям. Результати пошуку можна завантажити файлом для власних потреб. 

### Словосполучення
Користувач може автоматично отримати список 20 слів, що найбільш часто зустрічаються у сполученні із заданим. Діапазон пошуку у цьому випадку складає 7 слів перед та після предмета пошуку. 
Якщо користувач клікає на один із варіантів сполучуваності, відображається таблиця конкордансу з відповідним словом. 

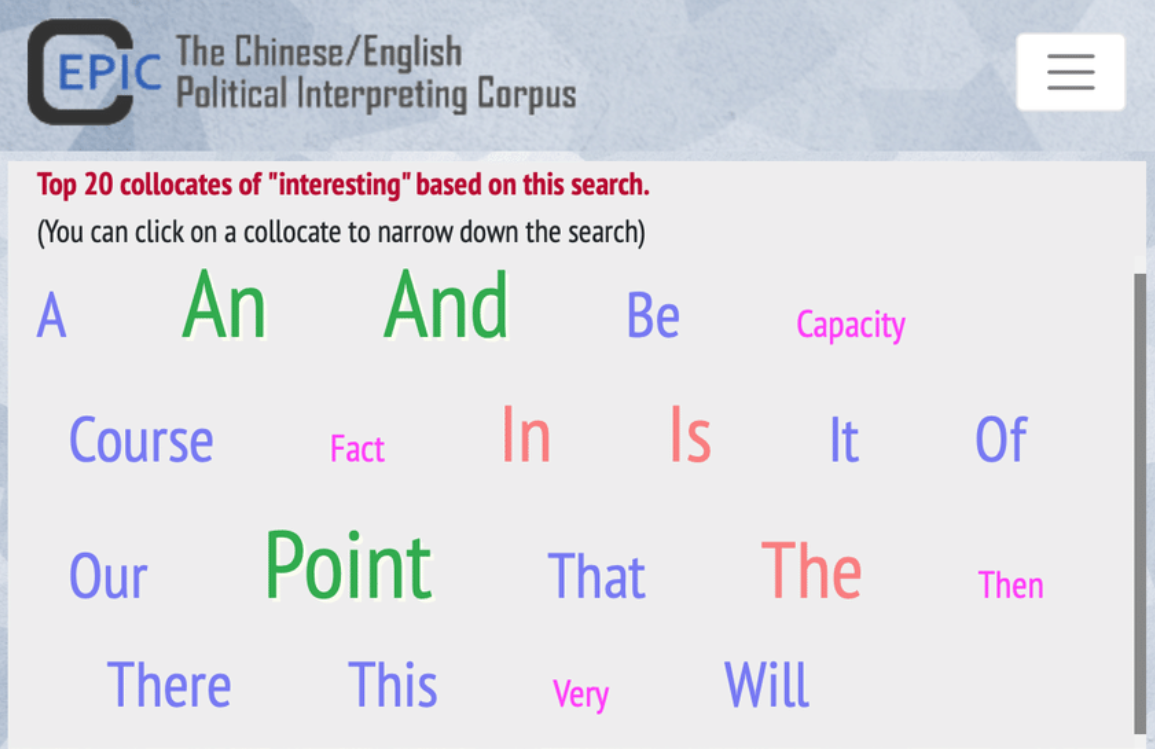
Фото 4. Сполучуваність зі словом «interesting»

### Розширений пошук за ключовими словами у контексті
Користувач може клікнути на ключове слово, щоб отримати розширений контекст його вживання. Це включає інформацію, що відображається на 6 вікнах з одним і тим самим сегментом тексту різними мовами й у всіх можливих його версіях на рівні абзацу. 

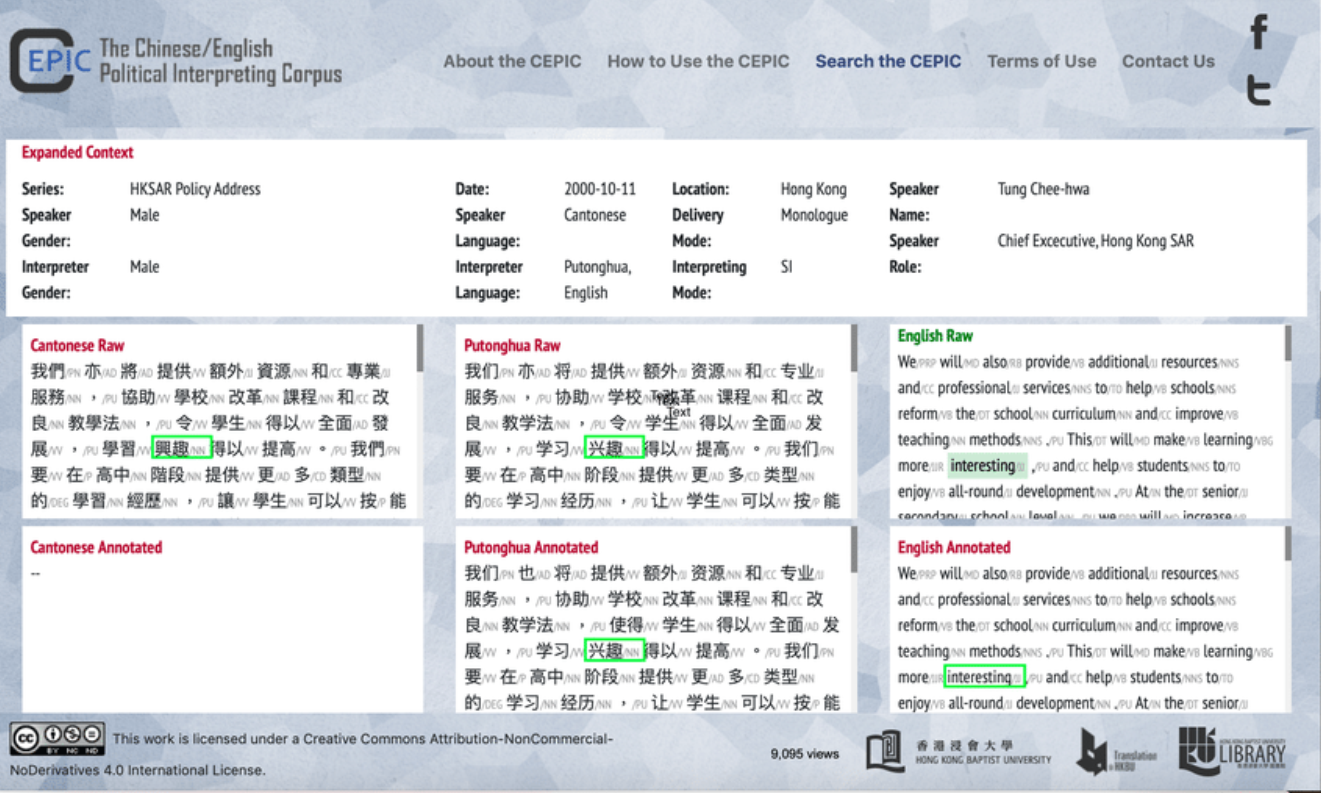
Фото 5. Розширений пошук у контексті за словом «interesting» (1)

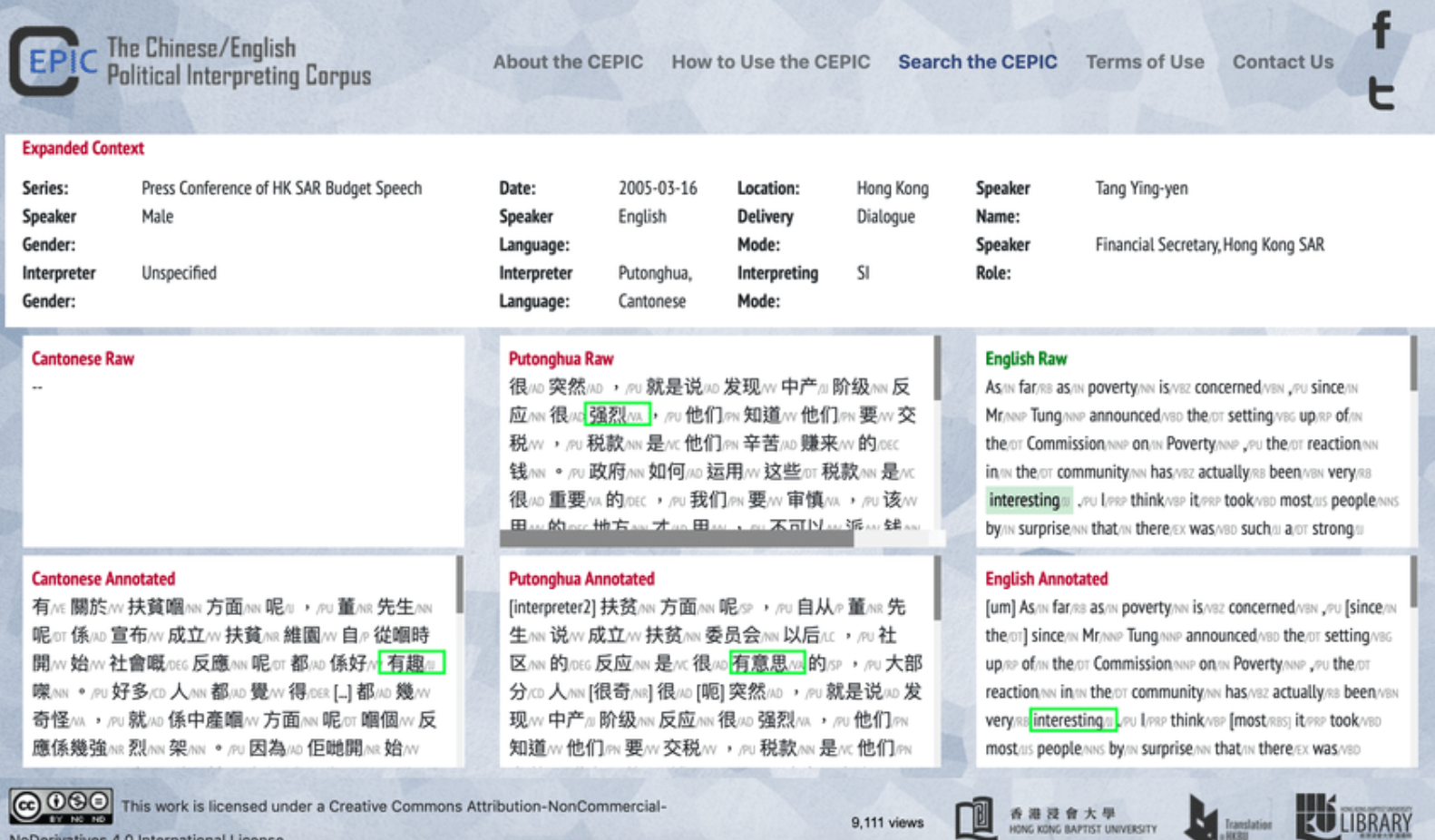
Фото 6. Розширений пошук у контексті за словом «interesting» (2)

Відповідники до предмета пошуку, слова «interesting» у першому слововживанні (Фото 5) у перекладах є іменники — ”hing3ceoi3” (трад. 興趣) кантонською та ”xing4qu4” (спрощ. 兴趣) путунхуа, що, власне перекладаються у загальному випадку як «interest». Проте у другому слововживанні (Фото 6) відповідники інші — ”jau5ceoi3” (трад. 有趣) кантонською та ”you3yi4si1” (спрощ. 有意思) путунхуа, що перекладається ідентично, але використовується по відношенні до чогось більш веселого. Ці приклади демонструють різні підходи до перекладу, якими може скористатися фахівець, застосувавши зібрані в корпусі дані. [цифрами у транскрипції позначено тон].
Завдяки цій детальній інформації про контекст, перекладачі можуть легко знайти інформацію про те, як певне слово перекладене англійською та путунхуа/кантонською. Корпус дозволяє вивчати, як слова та їх контекст оброблені у письмовому та усному викладі, або навіть отримати інформацію про різну інтерпретацію самовиправлень у синхронному перекладі.